# فرودگاه درسبا
فرودگاه درسبا (به انگلیسی: Dresba) یک فرودگاه نظامی است . این فرودگاه در شهر پویک کشور روسیه قرار دارد و در ارتفاع ۸۳ متری از سطح دریا واقع شده‌است.